# Pluviômetro

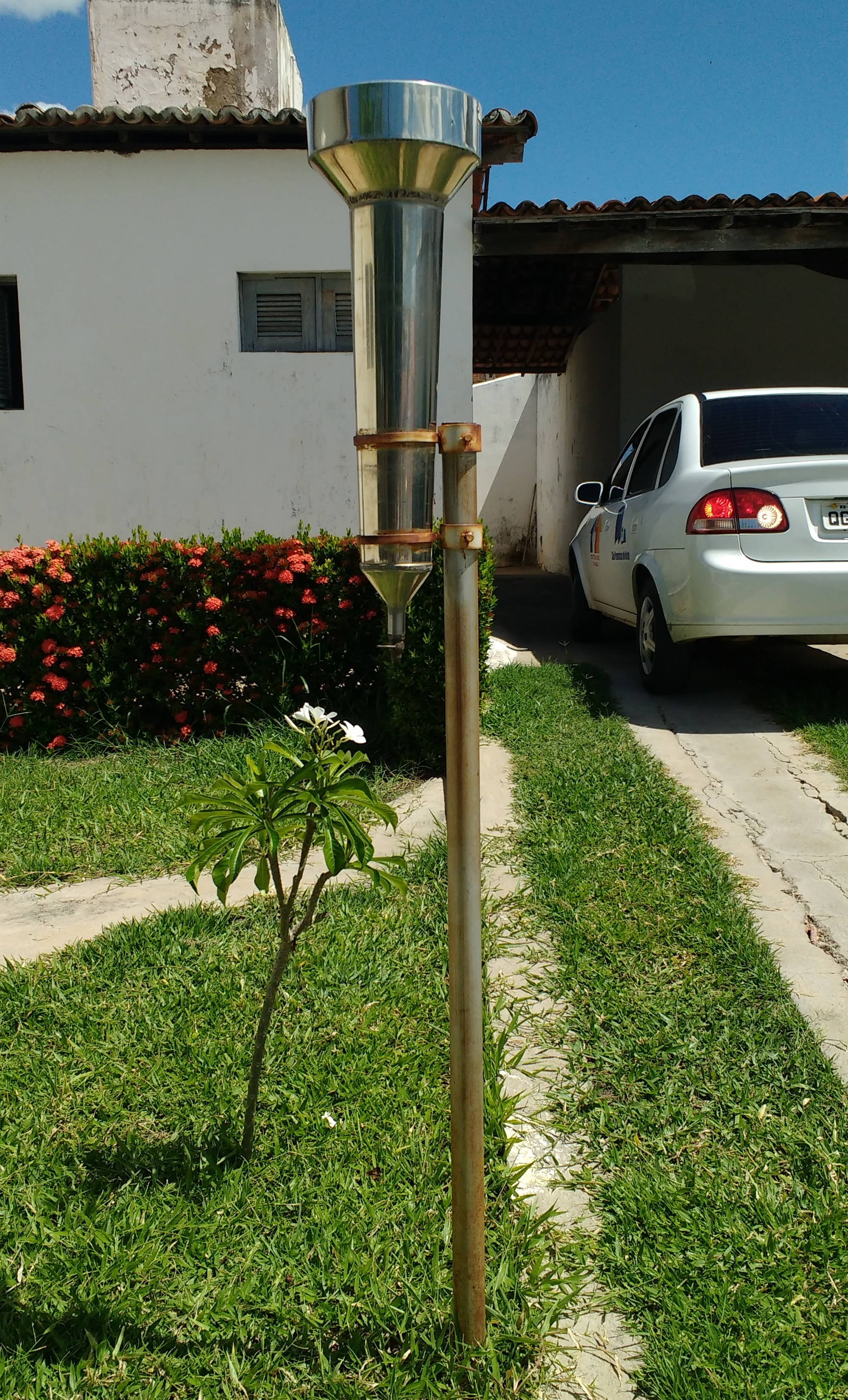
Pluviômetro Ville-de-Paris

O pluviômetro é um aparelho de meteorologia usado para recolher e medir, em milímetros lineares, a quantidade de líquidos ou sólidos (chuva, neve, granizo) precipitados durante um determinado tempo e local. É muito usado em estações meteorológicas.

## Índice pluviométrico
Medido em milímetros, é o somatório da precipitação num determinado local durante um período de tempo estabelecido.

## Regime pluviométrico
Consiste basicamente na distribuição das chuvas durante os 12 meses do ano. Tanto o regime quanto o índice pluviométrico são representados nos climogramas por colunas mensais. Pela análise das colunas, é possível caracterizar o regime e, com isso, caracterizar também o índice pluviométrico.